# الونهاری
الونهاری (به لاتین: Allunhari) یک منطقهٔ مسکونی در گامبیا است که در Upper River Division واقع شده‌است.

## خصوصیات
الونهاری ۵٬۵۷۳ نفر جمعیت دارد.